# Hypobathrum microcarpum
Hypobathrum microcarpum är en måreväxtart som först beskrevs av Carl Ludwig von Blume, och fick sitt nu gällande namn av Reinier Cornelis Bakhuizen van den Brink. Hypobathrum microcarpum ingår i släktet Hypobathrum och familjen måreväxter. Inga underarter finns listade i Catalogue of Life.